# Frants Bøe

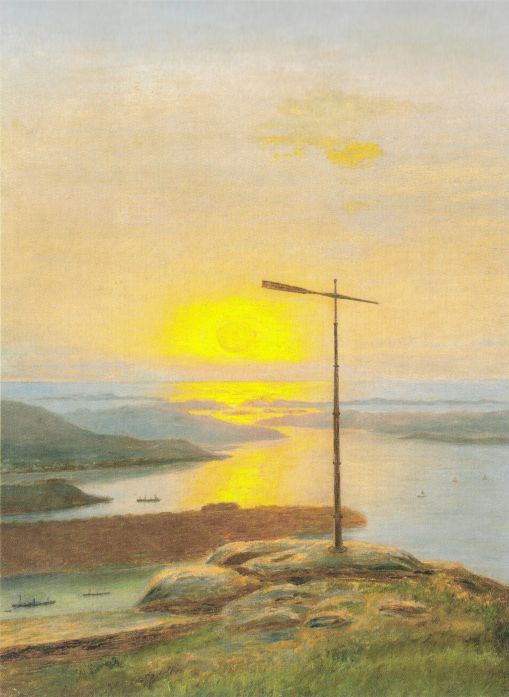
Sandviksfjellet av Frants Bøe.

Frants Diderik Bøe, född den 28 maj 1820 i Bergen, död där den 13 november 1891, var en norsk målare.
Bøe var en framstående kolorist, vilken såväl i sina blomstermålningar som i sin framställning av den arktiska fågelvärlden, ofta i midnattssol, särskilt intresserade sig för egendomliga ljuseffekter.
Bøe är representerad vid bland annat Nationalmuseum, Göteborgs konstmuseum, Drammens Museum,  Nasjonalmuseet, Trondheim kunstmuseum, Museene i Sør-Trøndelag, Norsk Folkemuseum och Nordnorsk Kunstmuseum.